# Vinnius subfasciatus
Vinnius subfasciatus är en spindelart som först beskrevs av Koch C.L. 1846.  Vinnius subfasciatus ingår i släktet Vinnius och familjen hoppspindlar. Inga underarter finns listade i Catalogue of Life.